# پلپلین
پلپلین (به لاتین: Pelplin) یک شهرک در لهستان است که در شهرستان تچف واقع شده‌است.

## خصوصیات
پلپلین ۴٫۴۵ کیلومترمربع مساحت و ۸٬۴۸۶ نفر جمعیت دارد.

## خواهرخوانده
شهر کولتورتو خواهرخواندهٔ پلپلین هست.